# 簡蕙芝
簡蕙芝，又譯克里斯蒂·克拉克（Christy Clark，全名，1965年10月29日—），加拿大政治人物，2011年-17年間為第35任不列颠哥伦比亚省省长和卑詩自由黨黨領。她曾先後出任卑詩省議會滿地寶—本拿比山選區、滿地寶—西木選區、溫哥華灰角選區及基隆拿西選區省議員，並曾於2001年至2004年間擔任卑詩省副省長。
簡蕙芝於2011年3月14日宣誓就任卑詩省省長，成為繼莊思頓後該省第二位女省長，2013年省選後則成為該省首位經歷大選洗禮的女省長。

## 早年及個人生活
簡蕙芝於卑詩省本拿比土生土長，為家中四名孩子中的幼女，母親是家庭指導師，父親則是教師，曾三度參選省議員但均告失敗。她於1983年從本拿比南高中畢業後到西門菲沙大學修讀，期間成為該校的自由黨青年會主席，1989年當選該校學生會的主席。她其後轉到蘇格蘭愛丁堡大學和法國索邦大學就讀，但沒有從任何大學畢業。
她於渥太華工作期間結識了馬克·馬里森（Mark Marissen），兩人後來結婚並育有兒子哈米什（Hamish）。簡蕙芝於2001年誕下哈米什，成為繼魁北克省的馬華後加拿大歷史上第二位任内分娩的内閣廳長。簡蕙芝後與馬里森離婚，但馬里森仍然支持她的政治活動，並於2013年省選期間出任卑詩自由黨的競選團隊成員。

## 晉身政壇
簡蕙芝於1991年成為卑詩自由黨的研究員，1993年則轉到渥太華出任聯邦自由黨藉交通部長楊格（Doug Young）的助理。她其後返回卑詩省並於1996年參與卑詩省議會選舉，以卑詩自由黨黨員身分奪得滿地寶—本拿比山選區省議員席位，首次晉身省議會。往後五年間她曾先後出任官方反對黨的環境事務評論員、兒童及家庭事務評論員、以及公共服務評論員。
2001年省選進行前，簡蕙芝擔任自由黨競選委員會的共同主席。受時任執政黨卑詩新民主黨民望低企所影響，自由黨於是次省選中奪得省議會79個議席中的77席，成功上台執政。簡蕙芝亦順利奪得滿地寶—西木選區（Port Moody-Westwood）議席，並獲新任省長金寶爾委任為副省長和教育廳長。她於2002年在省議會引入27號和28號議案，逼使教師復工和取消教師集體談判權；卑詩最高法院於2011年裁定議案違憲。何國定於2004年初辭退兒童及家庭發展廳長一職後，簡蕙芝從教育廳長調任該職位，但留任副省長。
她於2004年9月宣佈辭去内閣廳長和副省長職位，以便照顧其幼子，並於2005年完成該屆省議員任期後暫別政壇。

## 參選溫哥華市長、傳媒工作
簡蕙芝於2005年8月31日宣佈參與角逐無黨派協會的溫哥華市長候選人提名戰。她於同年9月24日舉行的提名選舉中以69票之差敗於時任溫哥華市議員蘇利文，而蘇利文亦最終當選溫哥華市長。
2005年卑詩省省選競選活動期間，簡蕙芝曾每週為《溫哥華太陽報》和《省報》（The Province）撰寫相關欄目，而2006年加拿大聯邦大選期間她也曾亮相環球電視卑詩省分台和CTV新聞網分析選情。她於2007年加盟溫哥華的CKNW電台，成為《簡蕙芝秀》（The Christy Clark Show）的主持。

## 角逐黨領
卑詩自由黨政府於2010年引入合併銷售稅（HST）後民望急跌，時任黨領和省長金寶爾遂於同年11月宣佈辭職。簡蕙芝曾一度表示無意角逐黨領，但其後改變初衷並於同年12月8日正式宣佈參與黨領選舉；她宣布參選前後舉行的民意調查皆顯示她是繼任黨領的熱門人選。她競選期間標榜自己為當時自由黨黨團的局外人，並謂自己是唯一一名能夠迎合選民求變心切的黨領候選人。她的政綱包括每年2月加設家庭日假期、設立城鎮審計總長辦公室以監管地方政府賦稅、以及每年舉行12場省民大會以聆聽省民訴求。
縱使她領先民調，眾自由黨黨團省議員中只得後座議員布萊爾（Harry Bloy）一人支持簡蕙芝；她的對手馮宜幹和卜佐治則各獲19名自由黨省議員支持。卑詩自由黨並不隸屬任何聯邦政黨，定位為「自由企業聯盟」。部分黨員有恐簡蕙芝過去牽涉聯邦自由黨的背景，會促使黨內右翼支持者轉投卑詩保守黨。
在2011年2月26日舉行的自由黨黨領選舉，簡蕙芝經過三輪投票後擊敗麥德莊、卜佐治和馮宜幹當選黨領，再於同年3月14日正式宣誓就任省長。然而她當時並非省議員，因此不能在議事廳内代表自由黨。就此金寶爾表示樂意辭退其溫哥華灰角選區省議員席位，讓簡蕙芝參與該區的補選從而重返省議會。金寶爾遂於2011年3月15日辭去其議席；補選於同年5月11日舉行，簡蕙芝以不足600票之差險勝新民主黨的尹大衛，成功重返省議會。

## 省長生涯

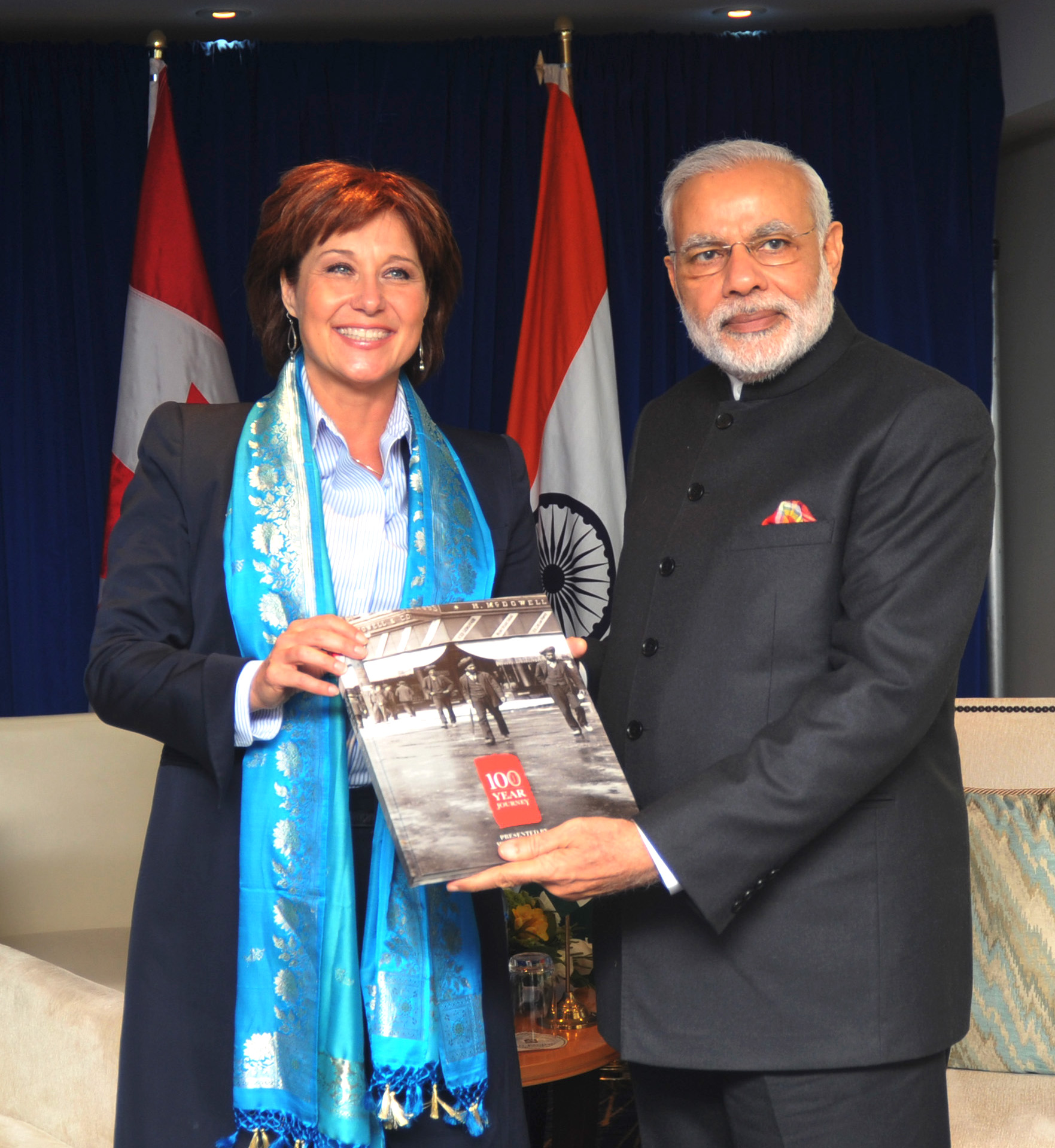
簡蕙芝與印度總理莫迪在溫哥華會面（2015年）

簡蕙芝當選黨領後表示有意把原定於2011年9月舉行，有關HST去留問題的公投提早至同年6月舉行，以及把原定於2013年5月舉行的省選提早舉行。省政府於3月尾宣佈將HST公投提早至6月24日舉行，省民決定廢除HST並恢復原有稅制。
簡蕙芝就任省長後，自由黨民望一度好轉並超越新民主黨，但數個月後則再度落後新民主黨。數項民調顯示自由黨和保守黨支持度為20多個百分點，而新民主黨支持度則達40多個百分點。保守黨於2012年末面臨黨內鬥爭，自由黨支持度則從中得益。
省選最終如期於2013年5月14日舉行；自由黨在選前民意調查中一直落後新民主黨，最終卻後來居上，總議席數目更從選前的45席增至49席，保著多數政府地位。簡蕙芝雖然帶領自由黨順利連任，但在自己的溫哥華灰角選區再度與新民主黨的尹大衛對壘時卻敗於對方，以千餘票之差失掉自己的議席。簡蕙芝仍可留任省長，但需再次透過贏取議席補選才可重返議事廳。同年6月5日，西邊—基隆拿選區候任自由黨省議員斯圖偉（Ben Stewart）宣佈禪讓該議席，讓簡蕙芝參與該區補選。補選於同年7月10日舉行，簡蕙芝獲得近63％選票支持，再度重返省議會。
簡蕙芝於2017年省選保著更名後的基隆拿西選區議席，但自由黨只贏取省議會87個議席中的43席，以一席之差失去多數政府地位，而新民主黨則贏取41席，令獲取3席的卑詩綠黨成為執政之鍵。自由黨一度與綠黨磋商以爭取後者支持，但綠黨終於同年5月29日與新民主黨達成協議，讓新民主黨在綠黨的支持下於該屆省議會以少數政府姿態執政。新民主黨黨魁賀謹於同年6月29日在省議會向自由黨政府提出不信任動議，以44-42票通過，自由黨遂失去執政權。簡蕙芝隨後覲見卑詩省省督古桑（Judith Guichon），向她辭任省長職務並建議她解散省議會從而觸發另一場省選，但古桑並未接納該項建議並改為邀請賀謹籌組政府。
2017年7月28日，簡蕙芝宣布辭去自由黨黨領及基隆拿西選區省議員職務並離開政壇，同年8月4日生效。

## 離開政治
簡蕙芝於2018年5月獲貝内特瓊斯律師行（Bennett Jones）聘用，出任其溫哥華辦事處高級顧問；她再於同年6月獲任為蕭氏通訊董事。

## 外部連結
- Christy Clark－簡蕙芝個人網站
- Official Biography, Legislative Assembly of British Columbia （页面存档备份，存于）－第37屆卑詩省議會 簡蕙芝簡介